# Châsse de Saint-Maur

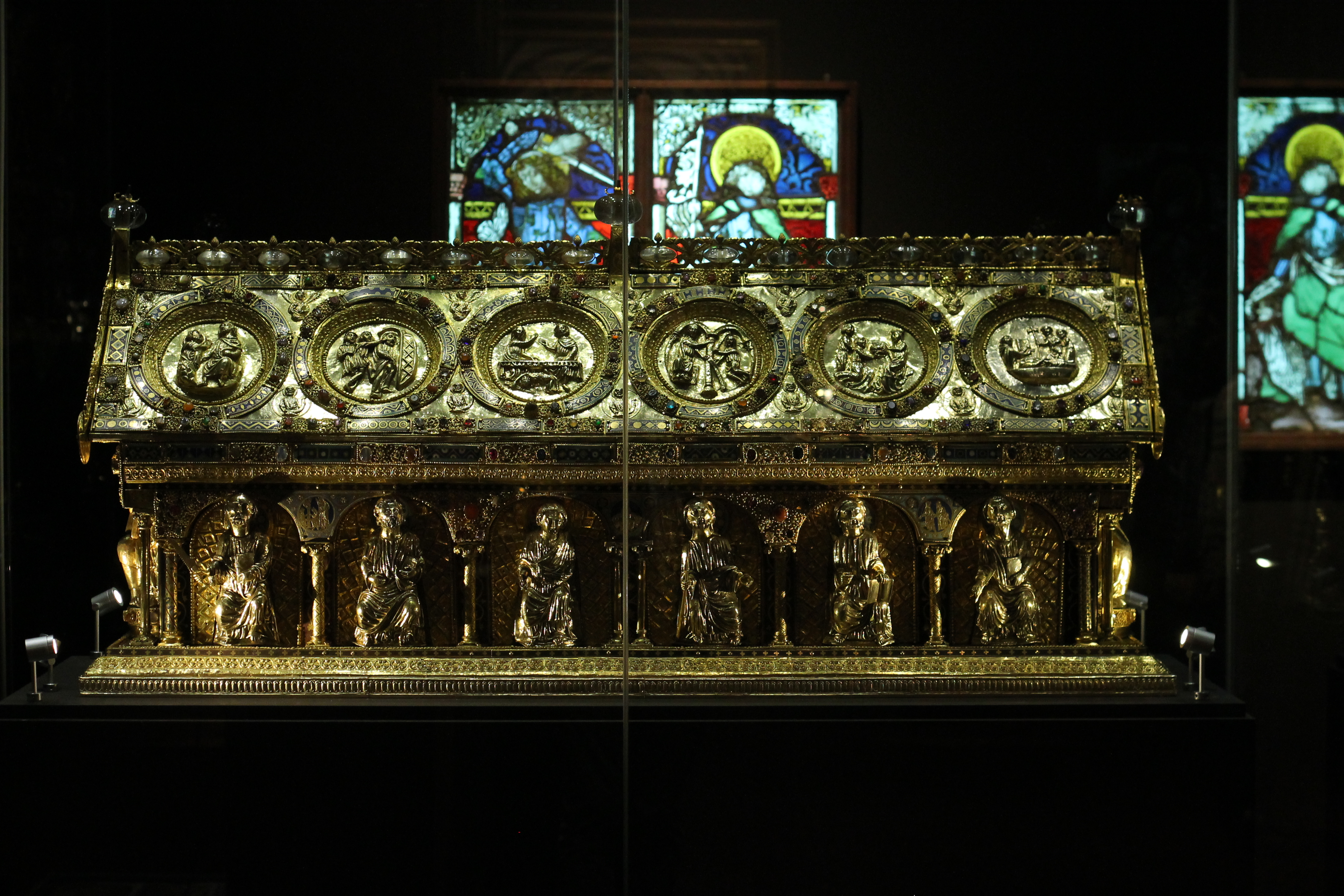
La châsse de Saint-Maur lors d'une exposition au château de Prague (2015)

La châsse de Saint-Maur est un reliquaire mosan du XIIIe siècle, contenant des restes mortels de saint Maur, un des disciples de saint Benoît. Conçu pour l'abbaye de Florennes en Belgique, il se trouve aujourd'hui au château de Bečov nad Teplou, dans l'ouest de la République tchèque. Il est considéré comme le deuxième plus important artefact historique sur le territoire tchèque, après les Joyaux de la couronne de Bohême. 

## Histoire

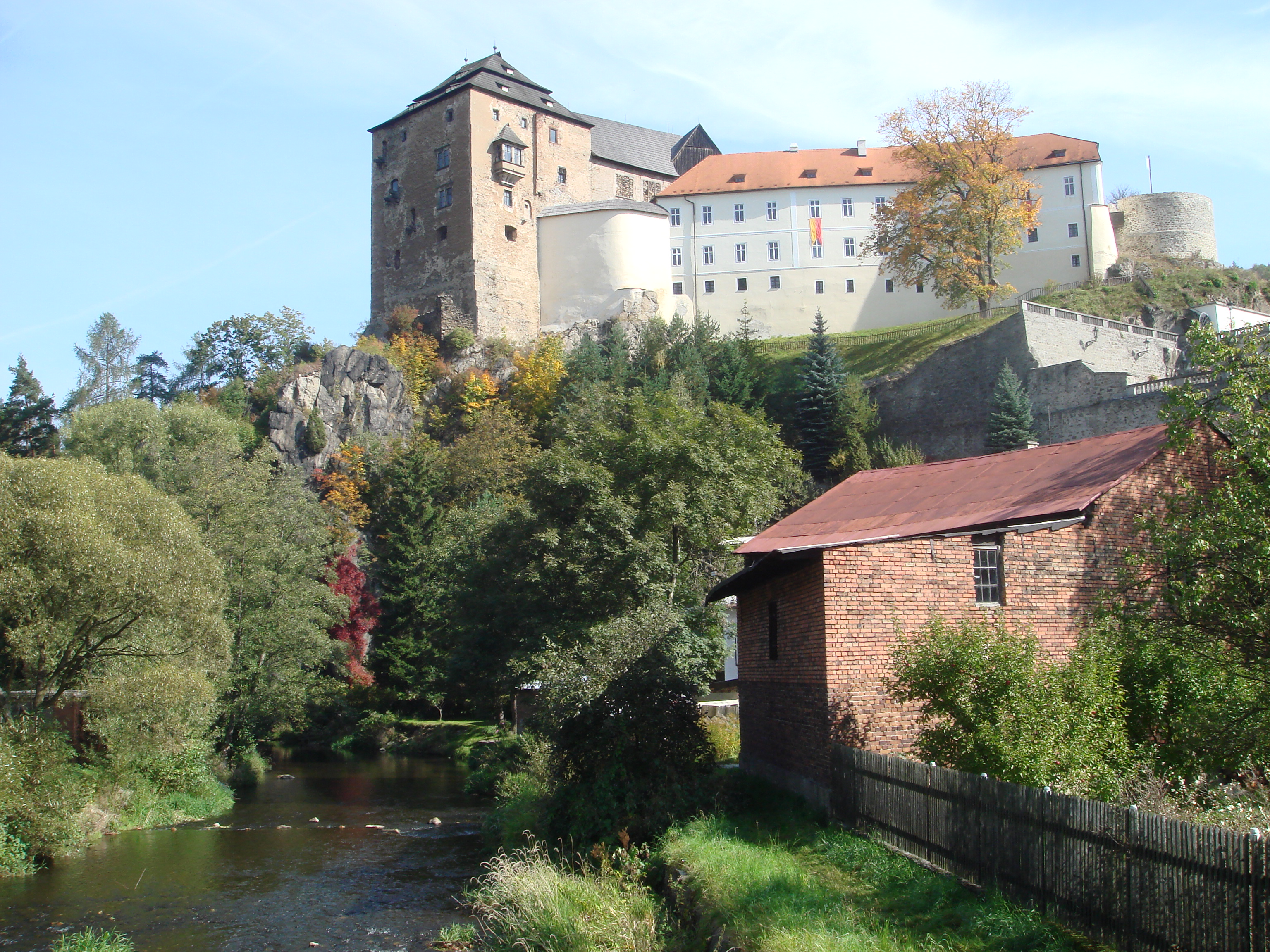
Le château de Bečov nad Teplou

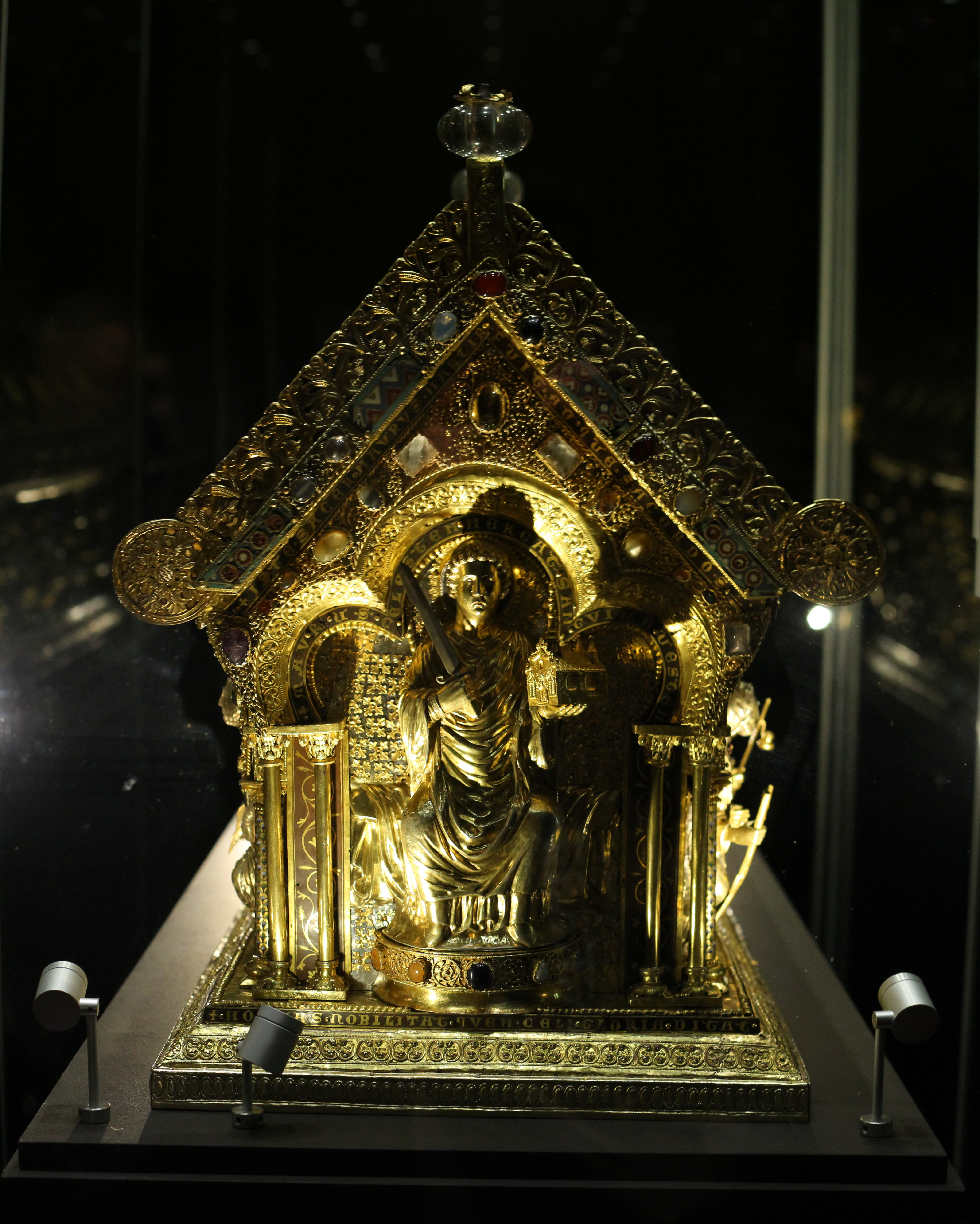
Détail représentant saint Maur

### De Florennes à Bečov
Le reliquaire a été créé pour l'abbaye de Florennes, en Belgique, dans le premier quart du XIIIe siècle pour contenir des reliques de saint Maur, saint Jean-Baptiste et saint Timothée. Le coffre de bois est recouvert de plaques d'argent doré, comprenant de nombreuses statuettes, des reliefs, des décorations en filigrane et des pierres précieuses. 
Après le pillage de Florennes, le reliquaire fut placé dans l'église Saint-Gangulphe. Racheté par le duc Alfred de Beaufort-Spontin en 1838, l'artefact endommagé fut restauré et exposé à l'Exposition de Bruxelles de 1885. En 1888, les Beaufort transportèrent le reliquaire dans leur château de Bečov. Peu de temps avant la fin de la Seconde Guerre mondiale, par mesure de précaution, le reliquaire fut enterré sous le sol de la chapelle et oublié.

### Redécouverte auXXesiècle
En 1984, un homme d'affaires américain, Danny Douglas, approcha les autorités tchécoslovaques avec une offre de 250 000 dollars, pour obtenir le droit de fouiller et d'éventuellement exporter l'objet qu'on y trouverait. 
À partir des fragments d'informations fournies, les autorités lancent une opération de recherche pour vérifier la nature de l'objet et le retrouver. Lors de fouilles, un grand objet métallique est repéré dans le sous-sol de la chapelle du château. Les planches de bois qui le recouvraient furent enlevées et le reliquaire de Saint-Maur retrouva le jour le 5 novembre 1985.